# Synagoga Copernik
Synagoga Copernic nebo Synagoga Liberální izraelitské unie ve Francii (Union libérale israélite de France) je synagoga v 16. obvodu v Paříži v ulici Rue Copernic č. 24, po které nese své jméno.

## Historie
Jeden ze zakladatelů liberálního judaismu ve Francii byl Alphonse Pereyra, který v roce 1902 založil navzdory odporu konzistoře modlitebnu ve svém obytném domě v ulici Rue Greuze č. 17. Když byla konzistoř v roce 1905 rozpuštěna na základě zákona o odluce církve od státu, vznikla o dva roky později Liberální izraelitská unie ve Francii (Union libérale israélite de France, U.L.I.F.). Ta si pronajala vedle vodní nádrže v ulici Rue Copernic jeden dům s cílem zřídit zde modlitebnu. 1. prosince 1907 u příležitosti svátku Chanuka byla modlitebna vysvěcena pro liberální židovství. Neděle byla přejata jako svátek, francouzština jako řeč pro bohoslužby. Bylo zrušeno oddělení mužů a žen, povolena smíšená manželství a ponecháno na vůli věřících, zda se rozhodnou pro obřízku či nikoliv.
V roce 1921 obec zakoupila pronajatou budovu s plánem na vybudování synagogy ve dvoře. Ta byla postavena v letech 1923-1924. V roce 1968 zakoupila U.L.I.F. přízemí sousedního domu č. 22 a nechala synagogu rozšířit. Budova byla zvýšena o dvě podlaží, kde byly zřízeny kanceláře a učebny. Původní modlitebna byla zachována a je využívána jako sál při kiduš.
Při atentátech na pařížské synagogy 3. října 1941 byla také tato synagoga poškozena. Také 3. října 1980 během svátku Simchat Tóra byl na synagogu proveden palestinský teroristický útok, při kterém zahynuli čtyři lidé a 20 jich bylo zraněno.

## Architektura
Synagoga sama není z ulice viditelná a na její existenci upozorňuje pouze pamětní deska. Stavbou byl pověřen architekt Marcel Lemarié. Synagoga má obdélníkový půdorys. Bima se nachází před aron ha-kodeš (schránou na Tóru). Interiér je vyzdoben ve stylu art deco. Z původní výzdoby se dochovaly vlys s květinovými motivy a hebrejský nápis zlatým písmem. Prostor osvětlují střešní okna a prosklená kopule.